# Charles Michels (Métro Paris)
Der U-Bahnhof Charles Michels [ʃaʁl miʃɛl] ist eine unterirdische Station der Linie 10 der Pariser Métro.

## Lage
Die Station befindet sich an der Grenze des Quartier de Grenelle mit dem Quartier de Javel im 15. Arrondissement von Paris. Sie liegt längs unter der Avenue Émile Zola in Höhe der Place Charles Michels.

## Name
Namengebend ist die Place Charles Michels. Der kommunistische Abgeordnete des 15. Arrondissements und Widerstandskämpfer Charles Michels wurde am 5. Oktober 1940 von den Deutschen verhaftet und 22. Oktober 1941 ermordet.
Bis zum 14. Juli 1945 hieß die Station „Beaugrenelle“. Dieser Name wurde der Örtlichkeit von Investoren bei der Parzellierung des vormaligen Dorfes Grenelle gegeben. Er leitet sich her von „Belle garenne“, was einen schönen Ort bezeichnet, auf dem Wildkaninchen leben.

## Geschichte und Beschreibung
Die Station wurde in einer offenen Baugrube errichtet und am 13. Juli 1913 mit der Eröffnung des ersten Abschnitts der Linie 8 in Betrieb genommen. Diese verlief damals vom U-Bahnhof Opéra bis dorthin. Bis zum 30. September 1913 war Beaugrenelle vorübergehend die südwestliche Endstation der Linie 8, ehe diese bis Porte d’Auteuil verlängert wurde.
Am 27. Juli 1937 wurde der westliche Abschnitt der Linie 8 zwischen La Motte-Picquet – Grenelle und Porte d’Auteuil der Linie 10 zugeordnet.
Abweichend von der in Paris häufiger anzutreffenden Bauweise mit elliptischem Querschnitt weist die Station eine waagrechte Metalldecke auf. Auf quer zur Fahrtrichtung liegenden eisernen Stützbalken ruhen Längsträger, die kleine, aus Ziegelsteinen gemauerte Gewölbe tragen. Sie ist 75 m lang, 13,50 m breit und weist 4 m breite Seitenbahnsteige an zwei Streckengleisen auf. Westlich der Station liegt ein einfacher Gleiswechsel.
Die beiden Zugänge liegen an der Place Charles Michels. Sie sind durch je einen von Adolphe Dervaux im Stil des Art déco entworfenen Kandelaber markiert.

## Fahrzeuge
Auf der Linie 10 verkehren konventionelle Züge der Baureihe MF 67. Zwischen 1975 und 1994 liefen Züge der Baureihe MA, davor solche der Bauart Sprague-Thomson.